# Copa Libertadores 1988
Die Copa Libertadores 1988 war die 29. Auflage des wichtigsten südamerikanischen Fußballwettbewerbs für Vereinsmannschaften. 21 Mannschaften nahmen teil. Es nahmen jeweils die Landesmeister der CONMEBOL-Länder und die Zweiten teil. Das Teilnehmerfeld komplettierte Titelverteidiger Peñarol Montevideo. Das Turnier begann am 29. Juni und endete am 26. Oktober 1988 mit dem Final-Rückspiel. Der uruguayische Vertreter Nacional Montevideo gewann das Finale gegen Newell’s Old Boys und zum dritten Mal die Copa Libertadores.

## Gruppenphase

### Gruppe 1
| Pl. | Verein                  | Sp. | S | U | N | Tore    | Diff. | Punkte |
| --- | ----------------------- | --- | - | - | - | ------- | ----- | ------ |
| 1.  | CD Universidad Católica | 6   | 4 | 2 | 0 | 009:400 | +5    | 10     |
| 2.  | CSD Colo-Colo           | 6   | 4 | 1 | 1 | 007:300 | +4    | 09     |
| 3.  | Marítimo Caracas        | 6   | 0 | 3 | 3 | 002:500 | −3    | 03     |
| 4.  | Deportivo Táchira FC    | 6   | 0 | 2 | 4 | 002:800 | −6    | 02     |

|                         |   |                         | Hinspiel | Rückspiel |
| ----------------------- | - | ----------------------- | -------- | --------- |
| Deportivo Táchira FC    | - | Marítimo Caracas        | 0:0      | 1:1       |
| CD Universidad Católica | - | CSD Colo-Colo           | 1:0      | 2:2       |
| Deportivo Táchira FC    | - | CD Universidad Católica | 0:1      | 1:3       |
| Marítimo Caracas        | - | CD Universidad Católica | 0:0      | 1:2       |
| Marítimo Caracas        | - | CSD Colo-Colo           | 0:1      | 0:1       |
| Deportivo Táchira FC    | - | CSD Colo-Colo           | 0:1      | 0:2       |

### Gruppe 2
| Pl. | Verein                               | Sp. | S | U | N | Tore    | Diff. | Punkte |
| --- | ------------------------------------ | --- | - | - | - | ------- | ----- | ------ |
| 1.  | Newell’s Old Boys                    | 6   | 2 | 4 | 0 | 005:100 | +4    | 08     |
| 2.  | Club Atlético San Lorenzo de Almagro | 6   | 3 | 2 | 1 | 006:400 | +2    | 08     |
| 3.  | Barcelona Sporting Club              | 6   | 3 | 1 | 2 | 009:800 | +1    | 07     |
| 4.  | CD Filanbanco                        | 6   | 0 | 1 | 5 | 005:120 | −7    | 01     |

|                         |   |                                      | Hinspiel | Rückspiel |
| ----------------------- | - | ------------------------------------ | -------- | --------- |
| Newell’s Old Boys       | - | Club Atlético San Lorenzo de Almagro | 0:0      | 0:0       |
| Barcelona Sporting Club | - | CD Filanbanco                        | 4:2      | 2:1       |
| CD Filanbanco           | - | Newell’s Old Boys                    | 1:1      | 0:1       |
| Barcelona Sporting Club | - | Club Atlético San Lorenzo de Almagro | 2:0      | 1:2       |
| CD Filanbanco           | - | Club Atlético San Lorenzo de Almagro | 1:2      | 0:2       |
| Barcelona Sporting Club | - | Newell’s Old Boys                    | 0:0      | 0:3       |

### Gruppe 3
| Pl. | Verein               | Sp. | S | U | N | Tore    | Diff. | Punkte |
| --- | -------------------- | --- | - | - | - | ------- | ----- | ------ |
| 1.  | América de Cali      | 6   | 4 | 1 | 1 | 008:600 | +2    | 09     |
| 2.  | Nacional Montevideo  | 6   | 3 | 2 | 1 | 008:700 | +1    | 08     |
| 3.  | CD Los Millonarios   | 6   | 2 | 0 | 4 | 014:120 | +2    | 04     |
| 4.  | Montevideo Wanderers | 6   | 1 | 1 | 4 | 003:800 | −5    | 03     |

|                      |   |                     | Hinspiel | Rückspiel |
| -------------------- | - | ------------------- | -------- | --------- |
| Montevideo Wanderers | - | Nacional Montevideo | 0:0      | 0:1       |
| CD Los Millonarios   | - | América de Cali     | 2:3      | 1:2       |
| Montevideo Wanderers | - | América de Cali     | 1:2      | 0:1       |
| Nacional Montevideo  | - | América de Cali     | 2:0      | 0:0       |
| Nacional Montevideo  | - | CD Los Millonarios  | 4:1      | 1:6       |
| Montevideo Wanderers | - | CD Los Millonarios  | 2:1      | 0:3       |

### Gruppe 4
| Pl. | Verein             | Sp. | S | U | N | Tore    | Diff. | Punkte |
| --- | ------------------ | --- | - | - | - | ------- | ----- | ------ |
| 1.  | Oriente Petrolero  | 6   | 3 | 1 | 2 | 008:800 | ±0    | 07     |
| 2.  | Club Bolívar       | 6   | 3 | 0 | 3 | 012:100 | +2    | 06     |
| 3.  | Club Cerro Porteño | 6   | 2 | 2 | 2 | 006:700 | −1    | 06     |
| 4.  | Club Olimpia       | 6   | 2 | 1 | 3 | 006:700 | −1    | 05     |

|                    |   |                    | Hinspiel | Rückspiel |
| ------------------ | - | ------------------ | -------- | --------- |
| Club Bolívar       | - | Oriente Petrolero  | 1:2      | 3:1       |
| Club Cerro Porteño | - | Club Olimpia       | 0:0      | 0:1       |
| Oriente Petrolero  | - | Club Olimpia       | 1:0      | 2:1       |
| Club Bolívar       | - | Club Olimpia       | 2:0      | 2:4       |
| Oriente Petrolero  | - | Club Cerro Porteño | 2:2      | 0:1       |
| Club Bolívar       | - | Club Cerro Porteño | 2:0      | 2:3       |

### Gruppe 5
| Pl. | Verein                    | Sp. | S | U | N | Tore    | Diff. | Punkte |
| --- | ------------------------- | --- | - | - | - | ------- | ----- | ------ |
| 1.  | Guarani FC                | 6   | 3 | 2 | 1 | 009:500 | +4    | 08     |
| 2.  | Universitario de Deportes | 6   | 2 | 4 | 0 | 005:200 | +3    | 08     |
| 3.  | Sport Recife              | 6   | 2 | 1 | 3 | 007:600 | +1    | 05     |
| 4.  | Alianza Lima              | 6   | 1 | 1 | 4 | 002:100 | −8    | 03     |

|                           |   |              | Hinspiel | Rückspiel |
| ------------------------- | - | ------------ | -------- | --------- |
| Universitario de Deportes | - | Alianza Lima | 0:0      | 2:0       |
| Sport Recife              | - | Guarani FC   | 0:1      | 1:4       |
| Alianza Lima              | - | Guarani FC   | 2:1      | 0:1       |
| Universitario de Deportes | - | Guarani FC   | 1:1      | 1:1       |
| Universitario de Deportes | - | Sport Recife | 1:0      | 0:0       |
| Alianza Lima              | - | Sport Recife | 0:1      | 0:5       |

## Zweite Runde
|                                      | Gesamt          |                           | Hinspiel | Rückspiel |
| ------------------------------------ | --------------- | ------------------------- | -------- | --------- |
| CD Universidad Católica              | (a)1:1(a)       | Nacional Montevideo       | 1:1      | 0:0       |
| América de Cali                      | 3:2             | Universitario de Deportes | 1:0      | 2:2       |
| Oriente Petrolero                    | 2:1             | CSD Colo-Colo             | 2:1      | 0:0       |
| Club Atlético San Lorenzo de Almagro | 2:1             | Guarani FC                | 1:1      | 1:0       |
| Club Bolívar                         | 1:1 (2:3 i. E.) | Newell’s Old Boys         | 1:0      | 0:1       |

## Viertelfinale
|                                      | Gesamt |                     | Hinspiel | Rückspiel |
| ------------------------------------ | ------ | ------------------- | -------- | --------- |
| Newell’s Old Boys                    | 2:3    | Nacional Montevideo | 1:1      | 1:2       |
| Club Atlético San Lorenzo de Almagro | 1:0    | Peñarol Montevideo  | 1:0      | 0:0       |
| Oriente Petrolero                    | 1:3    | América de Cali     | 1:1      | 0:2       |

CA Newell’s Old Boys erreichte als bester Verlierer auch das Halbfinale

## Halbfinale
|                     | Gesamt |                                      | Hinspiel | Rückspiel |
| ------------------- | ------ | ------------------------------------ | -------- | --------- |
| Nacional Montevideo | 2:1    | América de Cali                      | 1:0      | 1:1       |
| Newell’s Old Boys   | 3:1    | Club Atlético San Lorenzo de Almagro | 1:0      | 2:1       |

## Finale

### Hinspiel
| Newell’s Old Boys                                                      | Newell’s Old Boys | Nacional Montevideo | Nacional Montevideo |
| ---------------------------------------------------------------------- | --- | --- | ------------------- |
| Newell’s Old Boys                                                      | \| 19. Oktober 1988 in Rosario, Argentinien (Estadio Gigante de Arroyito) \| \| Ergebnis: 1:0 (0:0) \| \| Zuschauer: 45.000 \| \| Schiedsrichter: Hernán Silva ( Chile) \|                                                                      | \| 19. Oktober 1988 in Rosario, Argentinien (Estadio Gigante de Arroyito) \| \| Ergebnis: 1:0 (0:0) \| \| Zuschauer: 45.000 \| \| Schiedsrichter: Hernán Silva ( Chile) \|                                                     | Nacional Montevideo |
| Newell’s Old Boys                                                      | Norberto Scoponi – Juan Llop, Jorge Theiler, Jorge Pautasso, Roberto Sensini, Gerardo Martino (81. Miguel Fullana), Darío Franco, Roque Alfaro, Juan Rossi, Gabriel Batistuta, Sergio Omar Almirón (46. Jorge Gabrich) Cheftrainer: José Yudica | Jorge Seré – José Pintos Saldanha, Daniel Revélez, Hugo de León, Carlos Soca, Yubert Lemos, Santiago Ostolaza, Jorge Cardaccio, William Castro, Ernesto Vargas (89. Daniel Carreño), Juan De Lima Cheftrainer: Roberto Fleitas | Nacional Montevideo |
| Newell’s Old Boys                                                      | 1:0 Jorge Gabrich (60.) | | Nacional Montevideo |
| 19. Oktober 1988 in Rosario, Argentinien (Estadio Gigante de Arroyito) | | |                     |
| Ergebnis: 1:0 (0:0)                                                    | | |                     |
| Zuschauer: 45.000                                                      | | |                     |
| Schiedsrichter: Hernán Silva ( Chile)                                  | | |                     |

### Rückspiel
| Nacional Montevideo                                          | Nacional Montevideo | Newell’s Old Boys | Newell’s Old Boys |
| ------------------------------------------------------------ | --- | --- | ----------------- |
| Nacional Montevideo                                          | \| 26. Oktober 1988 in Montevideo, Uruguay (Estadio Centenario) \| \| Ergebnis: 3:0 (2:0) \| \| Zuschauer: 75.000 \| \| Schiedsrichter: Arnaldo César Coelho ( Brasilien) \|                                                                       | \| 26. Oktober 1988 in Montevideo, Uruguay (Estadio Centenario) \| \| Ergebnis: 3:0 (2:0) \| \| Zuschauer: 75.000 \| \| Schiedsrichter: Arnaldo César Coelho ( Brasilien) \|                                                             | Newell’s Old Boys |
| Nacional Montevideo                                          | Jorge Seré – José Pintos Saldanha, Daniel Revélez, Hugo de León, Carlos Soca, Yubert Lemos, Santiago Ostolaza, Jorge Cardaccio, William Castro (11. Héctor Morán), Ernesto Vargas (54. Daniel Carreño), Juan De Lima. Cheftrainer: Roberto Fleitas | Norberto Scoponi – Juan Llop (Víctor Ramos), Jorge Theiler, Jorge Pautasso, Roberto Sensini, Gerardo Martino, Darío Franco, Roque Alfaro (46 Sergio Omar Almirón), Juan Rossi, Jorge Gabrich, Gabriel Batistuta Cheftrainer: José Yudica | Newell’s Old Boys |
| Nacional Montevideo                                          | 1:0 Ernesto Vargas (13.) 2:0 Santiago Ostolaza (36.) 3:0 Hugo de León (78.) | | Newell’s Old Boys |
| 26. Oktober 1988 in Montevideo, Uruguay (Estadio Centenario) | | |                   |
| Ergebnis: 3:0 (2:0)                                          | | |                   |
| Zuschauer: 75.000                                            | | |                   |
| Schiedsrichter: Arnaldo César Coelho ( Brasilien)            | | |                   |